# 中午反普京
中午反普京（羅馬化：Polden protiv Putina，有時使用縮寫「ППП」），又譯午逆普京，是在2024年俄羅斯總統選舉期間，於2024年3月17日發起的一場和平抗議活動。在這一天，反對普京的選民齊聚投票所，選擇在中午時刻投下反對票或投廢票。《新報》將此行動稱為「納瓦爾尼的政治遺言」，這是俄羅斯反對派領袖阿列克謝·納瓦爾尼去世前發表的最後一項政治聲明。
該行動並未推薦選民支持任何候選人，但納瓦爾尼的團隊開發一款應用程式，該程式會隨機分配三位可能破壞選舉的候選人之一，引導選民投其一票，以此確保沒有任何候選人得票過多。

## 籌備

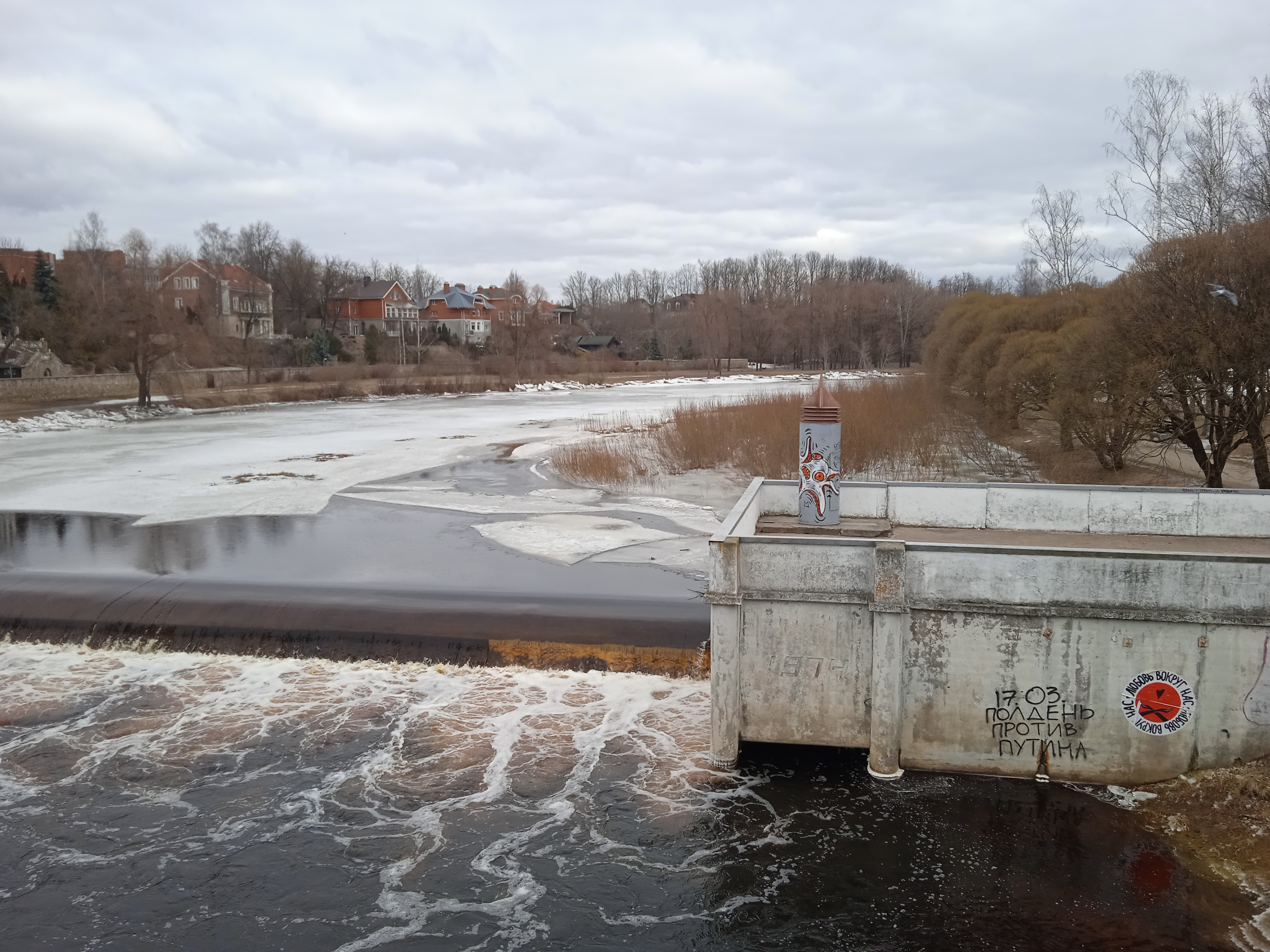
位於普斯科夫的「中午反普京」塗鴉

「中午反普京」是由俄羅斯政治人物馬克西姆·雷茲尼克發起。
在2024年1月，阿列克謝·納瓦爾尼號召俄羅斯人民參與這項活動。納瓦爾尼在生前的最後政治聲明就是呼籲支持「中午反普京」。同年1月14日，在獨立俄羅斯電視台雨電視的清談節目《怎麼辦？》中，嘉賓們提出對2024年俄羅斯總統選舉的統一策略。經濟學家謝爾蓋·古里耶夫評論說，這次選舉中沒有任何候選人（比普京）更好或更壞，只有一個極其糟糕的候選人。俄羅斯政治人物馬克西姆·卡茨表示，這是反對派長時間以來首次擁有共同目標，那就是發起反對普京的投票運動。俄羅斯政治人物伊萬·茲丹諾夫也表達了相同的看法，他在2月8日提到，普京試圖分裂人民，而這項行動的目的是團結人民對抗普京。
最初，反腐敗基金會對認為該想法不夠成熟，但經過估算後發現，僅莫斯科一座城市就有2058個投票站，如果至少有50萬人響應這次集會，那麼每個投票站將聚集約250名支持者——這意味著每個地點都將出現大量參與者。
該行動還得到眾多俄羅斯政治及公眾人物支持，包括 米哈伊尔·霍多尔科夫斯基、德米特里·根納季維奇·古德科夫、尤利婭·加利亞米娜、米哈伊爾·謝爾蓋耶維奇·洛巴諾夫、阿爾謝尼‧韋斯寧、謝爾蓋·古里耶夫、阿納斯塔西婭·舍甫琴科、弗拉基米爾·米洛夫、列昂尼德‧戈茲曼、阿巴斯·加利亞莫夫、弗拉基米爾·鮑里索維奇·帕斯圖霍夫、斯坦尼斯拉夫·貝爾科夫斯基、奧爾加·葉夫根涅夫娜·羅曼諾娃、亞歷山大·奧列戈維奇·莫羅佐夫、阿列克謝·韋內迪克托夫、吉洪·賈德科、葉卡捷琳娜·貝西基耶芙娜·科特里卡澤、伊利亞·格奧爾基耶維奇·沙布林斯基、德米特里·奧列甚金、伊利亞·謝佩林、德米特里·科列澤夫、柳博芙·索博爾、葉卡捷琳娜·舒爾曼、叶卡捷琳娜·邓佐娃、馬拉特·格曼、米佳·阿列什科夫斯基、維克多·申德羅維奇、葉夫根尼·基謝廖夫、弗拉基米爾·弗拉基米羅維奇·卡拉·穆爾扎、列夫·波諾馬列夫、馬克西姆·卡茨以及其他反對派公眾人物。
行動發起人表示：
這次行動的意義在於展現我們在特定時間和地點團結對抗普京。這些都是無需辯論、政府無法干預的客觀因素……這不是選舉——這是一次「特別選舉行動」。為什麼普京需要它？是為了證明領袖與國家的一致性：有普京，就有俄羅斯。對他而言，再次證明許多人已信服的這一觀點至關重要。我們的目標是證明事實正好相反……因此，向全世界展示我們人數眾多是非常重要的。所以這個中午是所不在的：無論是加里寧格勒、海參崴、聖彼得堡、尼羅河谷還是珠穆朗瑪峰頂。這將是一個俄羅斯的中午，俄羅斯人必須在這一時刻表明他們對普京的立場。而且這樣做是安全且合法的。
阿列克謝·納瓦爾尼形容這次行動是一個安全合法的抗議方式。他也提到參與者的安全問題，因為在這個時刻，由於投票人數眾多，要單獨識別出投票反對的人是不可能的。
政治學者阿巴斯·加利亞莫夫在2024年2月1日同意這是一種表達方式。他認為，只要參與人數充足，「俄羅斯的安全機構、官僚、西方國家以及烏克蘭將會意識到，普京的合法性並非如人們所想的那般牢不可破。」俄羅斯記者德米特里·科列澤夫也有相似的觀點。
據2024年2月5日自由電台的調查顯示，這項行動在社交媒體上引起廣泛討論。列昂尼德·沃爾科夫強調，在大型城市中支持這項行動格外重要。謝爾蓋·博伊科回顧之前收集簽名時，展現抗議規模的做法已經成功過。德米特里·古德科夫則認為，應將2024年的選舉視作「普京特別選舉行動」，即使普京可能獲得超過80%的支持，「反對派仍需共同揭露普京選舉結果的虛假性」。

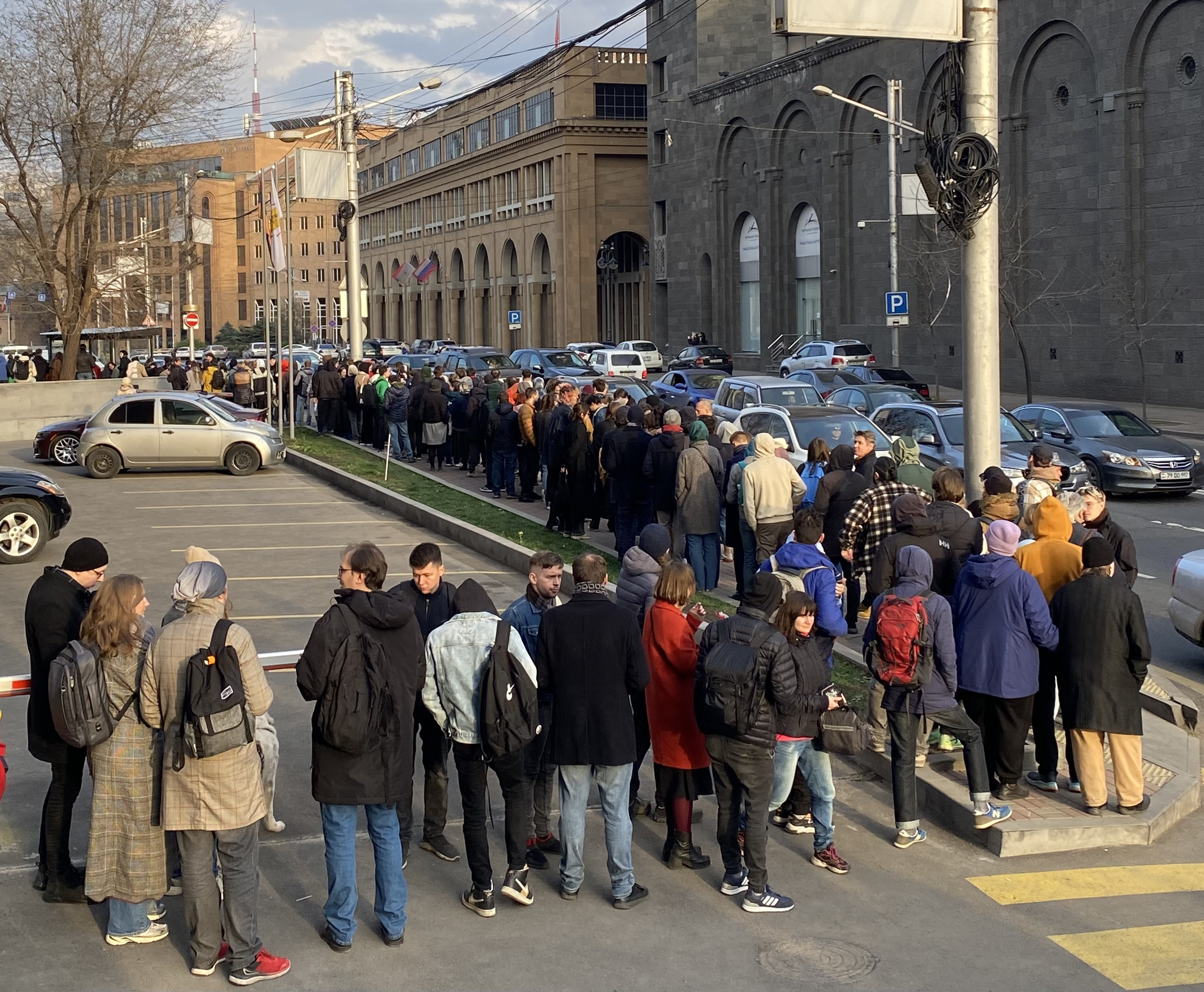
在俄羅斯駐亞美尼亞大使館外排隊准备投票的俄罗斯人

2月28日，人權倡導者列夫·波諾馬列夫及其團隊起草了名為 《和平·進步·人權》的公民運動宣言。該宣言呼籲將「中午反普京」行動發展成一場真正的大型行動：「只有廣泛的參與才能對局勢產生影響。因此，讓我們確保整個俄羅斯都在投票站外排隊，讓全世界目睹這一幕。」宣言的作者們呼籲反對派擱置分歧，強化共同的行動。宣言中寫道：「在這幾周內，反對派的任務是與俄羅斯人民同在，為他們提供相對安全的行動選擇，放大他們的聲音，並動員那些猶豫不決的人。」3月1日，在納瓦爾尼安葬地鮑里索夫公墓的入口處，人們高呼：「中午反普京！」
3月3日，俄羅斯記者基里爾·馬丁諾夫在接受Idel.Realii（一家與自由電台有關的新聞機構）的採訪時表示，他認為這項行動是正確，並且認為參與這項行動是有必要。「觀察」組織負責人葉甫根尼·科切金也持相同看法，他認為履行納瓦爾尼的遺願是最重要的。
政治分析師德米特里·奧列什金建議支持反對派公民參與 「中午反普京」活動並投「無效票」，也就是在紙質選票上同時選擇兩名或以上候選人以使選票無效。
3月8日，米哈伊爾·霍多爾科夫斯基表示：「在『中午反普京』活動中，每個投票站前龐大的不滿者隊伍將是對我們人數最有力地的證明。」俄羅斯記者克謝尼婭·拉里納雖然不是該行動的支持者，但她認為「這是阿列克謝·納瓦爾尼的最終呼籲」。
還有一些反對派不支持這項行動：包括亞歷山大·涅夫佐羅夫、阿列克謝·曼尼科夫、亞歷山大·波德拉賓內克與阿琳娜·維圖赫諾夫斯卡婭。
前莫斯科州羅蒙諾索夫區行政首長奧爾加·西德爾尼科娃在3月11日向媒體展示一份關於《烏德穆爾特共和國選舉策略》的演示文稿，文稿詳細說明開發者認為能夠確保弗拉基米爾·普京在該地區總統選舉中獲得85%選票的技術。她還提到，「中午反普京」行動是一個有效的策略。

## 俄羅斯當局的反制
2024年2月2日，俄羅斯當局對尤利婭·加利亞米娜發出刑事指控的威脅，原因是她組織抗議活動。
同年3月2日，俄羅斯聯邦通信、信息技術和大眾傳媒監督局封鎖「中午反普京」活動網站vpolden.org。據報導指，目前在俄羅斯境內，只能透過VPN或匿名工具來訪問該網站。
聖彼得堡立法議會前議員謝爾蓋·古利亞耶夫透露，他收到俄羅斯聯邦通信、信息技術和大眾傳媒監督局通知，要求他將一段關於該行動的聲明影片從YouTube上移除。
3月3日，一些俄羅斯地方政府計劃在「中午反普京」行動的同時舉行謝肉節慶典。《DOXA》雜誌報導指俄羅斯政府以前也曾嘗試舉辦活動以分散人們對抗議活動的關注，例如在2019年。
3月5日，據稱在聖彼得堡的某些企業中，當局已開始要求員工在15日進行投票。一名聖彼得堡燃料能源綜合企業的工作人員透露，該公司必須有70%的員工參與投票。對於那些不參與投票的員工，當局暗示他們將面臨後果。
3月14日，莫斯科檢察官辦公室將「中午反普京」行動定性為刑事罪行（根據《俄羅斯刑法典》第141條：「妨礙公民行使其選舉權」）。該預警已在官方Telegram頻道發佈。組織「回家之路」人物瑪麗亞·安德烈娃被檢察官辦公室警告，禁止參加預定於3月17日中午進行的「未經同意的公開活動」。

## 活動情況

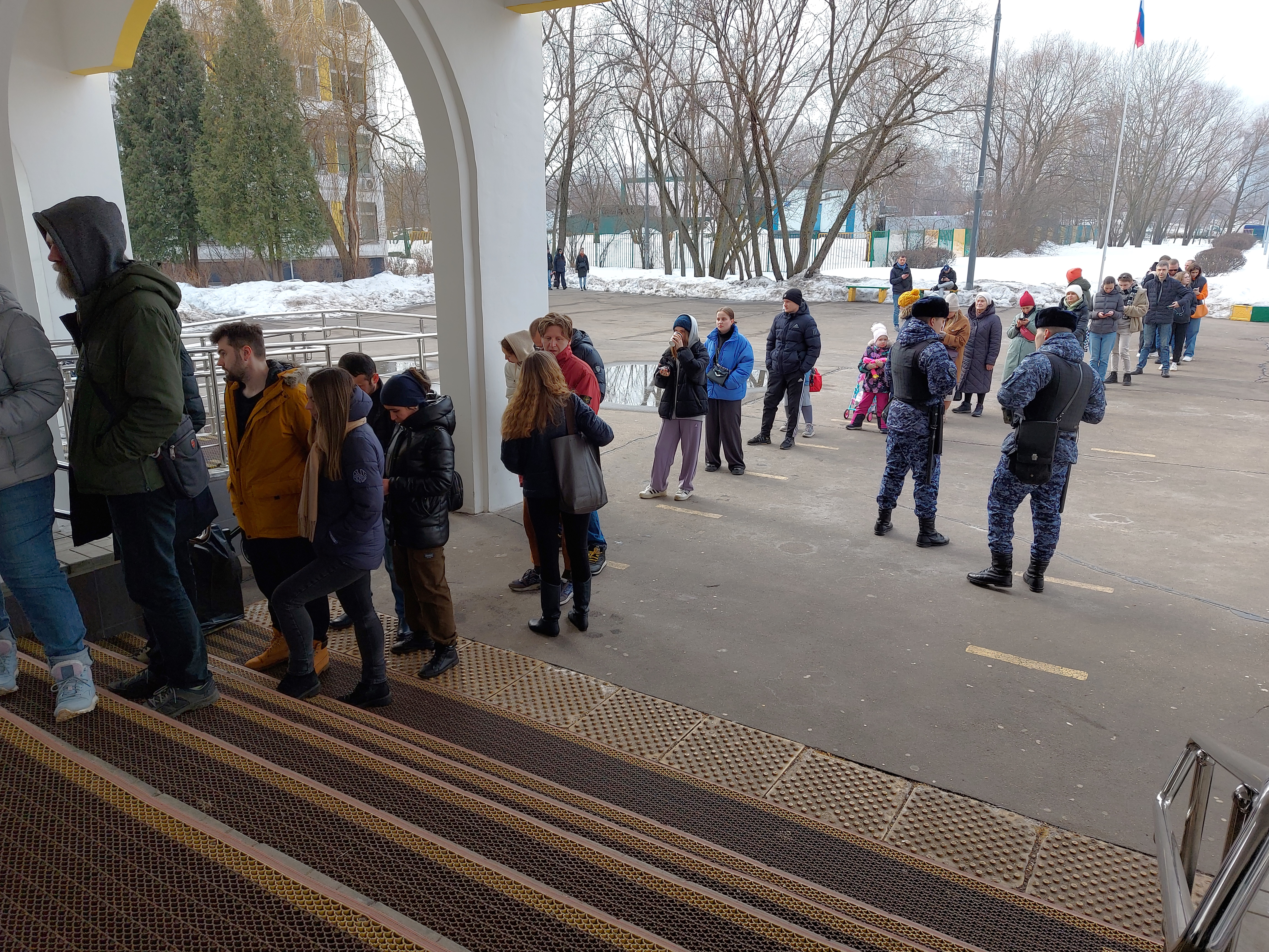
莫斯科住宅區投票所的排隊隊伍

在俄羅斯多個城市及海外，民眾紛紛於中午12:00齊聚投票所。部分城市的居民甚至排隊數小時以投下一票。

## 逮捕
俄羅斯當局至少在16個城市，包括莫斯科、聖彼得堡、喀山、伏爾加格勒、烏法、伊爾庫茨克、巴爾瑙爾和車里雅賓斯克進行大規模逮捕參與「中午反普京」的人。據報導指，截至投票當日下午4:21，已有超過75人被拘留。在喀山，20多人被警方帶走，而在烏法，一名試圖將納瓦爾尼的照片投入選票箱的男子被捕。

## 外部鏈結
- Сайт акции （页面存档备份，存于） по адресу poldenprotivputina.org
- . Meduza. 2024-03-11  [2024-03-21]. （原始内容存档于2024-04-04）.
- «Которым ты дал надежду». Как в городах мира прошла предложенная Навальным акция «Полдень против Путина» （页面存档备份，存于）, Би-би-си, 17.03.2024